# Хания, Ютака
Ютака Хания (яп. 埴谷 雄高 Хания Ютака, 19 декабря 1909 года — 19 февраля 1997 года) — японский писатель
 и литературный критик, представитель первой волны послевоенной японской литературы. Известен беспрецедентным по своему замыслу и масштабу метафизическим романом «Духи умерших» (яп. 死靈, 1946—1995, незавершён). Был первым, кто заметил талант Кобо Абэ и оказал ему поддержку. Автор многочисленных работ по творчеству Фёдора Достоевского. Лауреат премии Танидзаки (1970).
Творчеству писателя посвящены многочисленные исследования. Авторы наиболее известных из них: Хаку Татэиси, Тэрухико Цугэ, Масааки Каваниси.

## Биография
Родился в 1909 году в семье таможенного чиновника в уезде Синтику на бывшем в то время японской колонией Тайване. Рос слабым и болезненным ребёнком. С детства обострённо переживал и чувство вины за японский империализм, и оторванность от родины, что уже в те годы сделало лейтмотивом его мысли проблему идентичности. В 1923 году переехал с семьёй в Токио. Поворотным для его формирования стало знакомство с русской литературой: с «Обломовым», «Героем нашего времени» и «Идиотом». В молодости также пережил увлечение идеями анархизма и индивидуализма, выраженными Максом Штирнером в труде «Единственный и его собственность».
От анархических настроений перешёл к марксизму после прочтения «Государства и революции» Ленина, будучи впечатлённым идеей отмирания государства. Бросив учёбу в университете, весной 1931 года вступил в Коммунистическую партию Японии, вёл подпольные работы, за которые уже в 1932 году был арестован. В тюрьме провёл около двух лет, во время которых сосредоточился на чтении Достоевского и «Критики чистого разума» Канта. После освобождения из заключения некоторое время вплоть до окончания войны работал редактором в экономическом журнале (призыва в армию удалось избежать из-за туберкулёза лёгких).
В 1946 году Хания вместе с рядом других видных литераторов того времени (Сюго Хонда, Кэн Хирано, Масахито Ара, Киити Сасаки, Хидэо Одагири и Сидзука Ямамуро) создал журнал «Современная литература» (近代文学, выпускался до 1964 года), вскоре ставший значимым явлением в послевоенной японской литературе (в частности, по инициативе Хания в журнале была опубликована «Стена» Абэ). В том же году Хания приступил к работе над своим монументальным романом «Духи умерших» (яп. 死靈), главной работой всей своей жизни; отдельные главы произведения, так и оставшегося незавершённым, выходили вплоть до 1995 года.
Первую половину 1950-х провёл практически не покидая больниц, страдая от туберкулёза кишечника. В 1970 году был награждён премией Танидзаки за сборник рассказов «Чёрные лошади во мраке» (闇のなかの黒い馬, 1970). В 1975 году после 26-летнего перерыва возобновил публикацию «Духов умерших» (была издана 5-я глава, 6-я вышла в 1981, 7-я — в 1984, 8-я — в 1986, 9-я — в 1984). Скончался 19 февраля 1997 года в своём доме в пригороде Мусасино.